# Avenida de Santa María
La Avenida de Santa María es una calle de la ciudad española de Pontevedra situada en pleno centro histórico de la ciudad, entre la plaza de Alonso de Fonseca y la plaza de España.

## Origen del nombre
La calle recibe su nombre de la basílica de Santa María la Mayor, levantada en el extremo norte de la avenida, en las proximidades de la antigua muralla de Pontevedra. 

## Historia
La actual avenida de Santa María tuvo su origen en un camino que conducía a la primitiva iglesia románica de Santa María localizada en el solar en el que se encuentra la actual basílica de Santa María la Mayor. 
En su lado oeste esta vía estaba dominada por las antiguas Torres Arzobispales. Las primeras construcciones pertenecientes a este gran complejo defensivo datan de 1180 cuando Fernando II donó la ciudad y la fortaleza al Arzobispado de Santiago de Compostela. Durante la Edad Media, el número de edificaciones aumentó. Por ello se construyó una gran fortaleza frente al mar con un gran foso defensivo y su puente levadizo en el lado opuesto. Esta fortaleza era la residencia de los arzobispos de Santiago de Compostela cuando visitaban Pontevedra y de los reyes de Portugal. Constaba de dos grandes torres, una de ellas almenada, y un tercer cuerpo en el que predominaban las grandes estancias. En sus sótanos se ubicaba la prisión arzobispal. La fortaleza sufrió sus primeros daños entre 1474 y 1477 como consecuencia de la guerra entre Alonso II de Fonseca, arzobispo de Santiago de Compostela, y Pedro Álvarez de Sotomayor, más conocido como Pedro Madruga.
Durante el siglo XV no hay ninguna referencia directa a la actual avenida de Santa María como tal, aunque es muy probable que correspondiese a la calle medieval de la Eira. En este siglo el cementerio de la judería de Pontevedra (localizada entre el palacio de los Condes de Maceda y Santa María) conocido como Campa dos Xudeus o Lampán dos Xudeus, se podría encontrar en el espacio correspondiente a la actual avenida de Santa María en la confluencia con la calle Alta, delante de las Torres Arzobispales, que sufrieron un abandono después de las guerras de la segunda mitad de ese siglo.
En el «arruamento» de 1684 correspondiente al trazado o planificación de las calles del núcleo urbano de Pontevedra, la calle ya aparece con la denominación de calle de Santa María.
En 1719, la fisionomía de la calle de Santa María sufre una modificación importante al ser casi destruida la fortaleza arzobispal cuando fue incendiada por los ingleses dirigidos por el general de brigada Honywood durante su ataque a Pontevedra. Quedó solo la gran Torre del homenaje en pie, que más tarde se convirtió en la cárcel de la ciudad.
En 1854 la calle aparece documentada con la denominación tradicional de Costiña das Torres y Campillo das Torres, un terreno más amplio que el resto de vías más estrechas del centro histórico de Pontevedra. La calle también aparece en esta época con la denominación tradicional de Eirado das Torres, un espacio abierto y despejado, frente a las ruinas de las Torres Arzobispales. El Eirado das Torres era una gran explanada destinada a funciones defensivas, ya que se mantenía despejada para evitar que la artillería enemiga causara daños a la fortificación cercana. Este espacio servía como una zona de seguridad y, hasta la abolición de los señoríos por las Cortes de Cádiz, cualquier modificación en él requería la autorización de los arzobispos de Santiago, que tenían plena autoridad sobre su uso.
En 1872 y 1873, en un consejo celebrado para intentar abrir nuevos espacios en la ciudad, las autoridades de Pontevedra decidieron demoler las murallas y torres que aún quedaban intactas, lo que modificó definitivamente la fisonomía de la calle de Santa María, quedando un espacio más abierto al derribar por completo las Torres Arzobispales. Los restos del palacio arzobispal fueron demolidos en 1873.

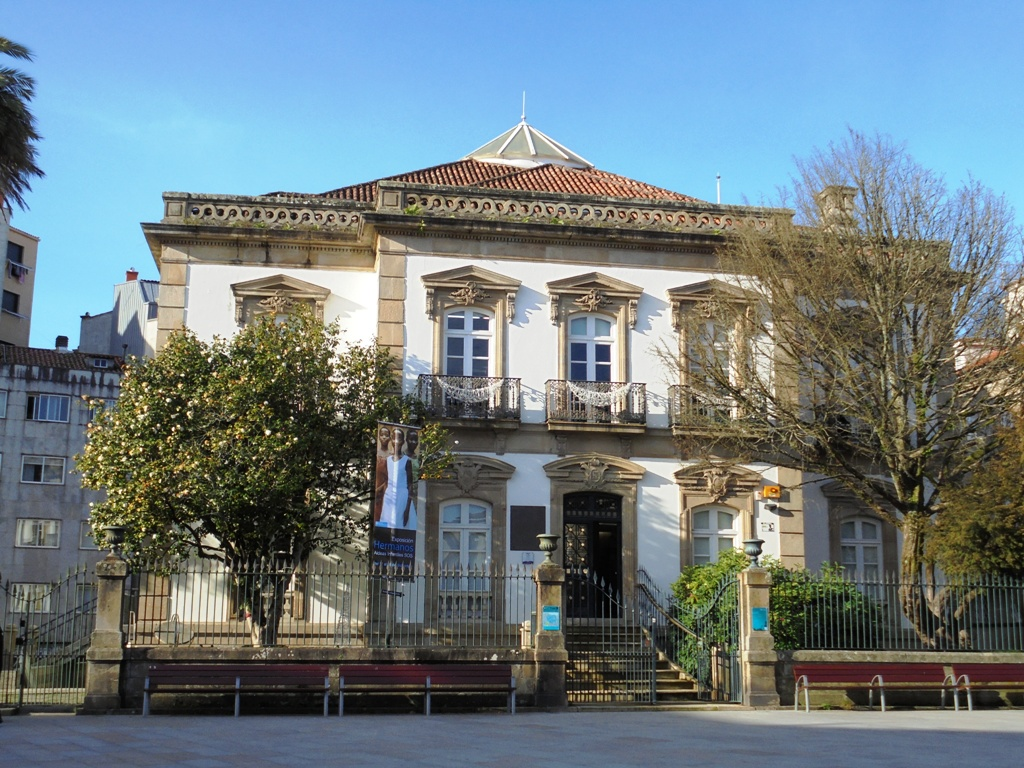
Palacete de las Mendoza.

En 1877 se acometió la urbanización del espacio que se extendía frente a las Torres Arzobispales, siguiendo un proyecto del arquitecto municipal Alejandro Sesmero. En ese mismo año parte del solar donde se levantaban el castillo medieval de los Churruchaos (o de los arzobispos de Santiago) y las Torres Arzobispales, conocido como terreno de la Torres de Santa María o sitio de los Churruchaos, fue adquirido, al ser puesto en venta, por Soledad Méndez Núñez, hermana del célebre marino Casto Méndez Núnez. En este solar encargó la construcción del conocido como palacete de las Mendoza al arquitecto Alejandro Rodríguez Sesmero, lo que dio un aspecto más burgués y elegante a la calle de Santa María. La mansión fue construida entre 1878 y 1880.
El arquitecto municipal Alejandro Sesmero fue también el encargado de planificar el abastecimiento de agua corriente en la ciudad y en sus plazas. En 1887, gracias a su intermediación, se instalaron por diversos puntos de la ciudad cuatro fuentes de fundición decimonónicas de diseño francés, una de las cuales se situó en la calle de Santa María muy cerca del Palacete de las Mendoza.
En 1946 el arquitecto Juan Argenti Navajas proyectó en la parte norte del solar de las antiguas Torres Arzobispales el edificio que albergó desde 1949 a 2021 el antiguo Sanatorio Santa María.
El 17 de agosto de 1983 se inauguró en el sureste de la avenida el monumento a Castelao concebido para los jardines de Santa María, obra del reconocido escultor Manuel García Vázquez, Buciños. Seleccionado por su expresividad y valor artístico, el proyecto fue elegido en un certamen que valoraba la adaptación al entorno gallego, tras superar ciertas controversias sobre su ubicación.
En 1996 el ayuntamiento de Pontevedra decidió mantener la designación de Avenida de Santa María y la de Eirado das Torres como denominación antigua de esta vía.
En 2008 se inició por su lado norte la reforma urbanística de la avenida de Santa María. A finales de 2009 se realizó la reforma del tramo sureste de la misma y las obras concluyeron en 2010. Durante las excavaciones arqueológicas previas a la reurbanización de la avenida de Santa María, se descubrieron muros bien conservados que formaban el foso defensivo de la antigua fortaleza medieval de los arzobispos de Santiago de Compostela en la ciudad. El ayuntamiento de Pontevedra decidió construir en ese espacio un museo subterráneo, ya que el hallazgo se encontraba a unos 5 metros por debajo del nivel actual de la calle. El museo recibió el nombre de CITA y se inauguró el 13 de agosto de 2010.

## Descripción
La avenida de Santa María es una calle llana empedrada de 160 metros de longitud en pleno centro histórico con un trazado mayormente recto que transcurre desde la plaza de España hasta la plaza de Alonso de Fonseca. En su subsuelo se encuentra el Centro de interpretación de las Torres Arzobispales.

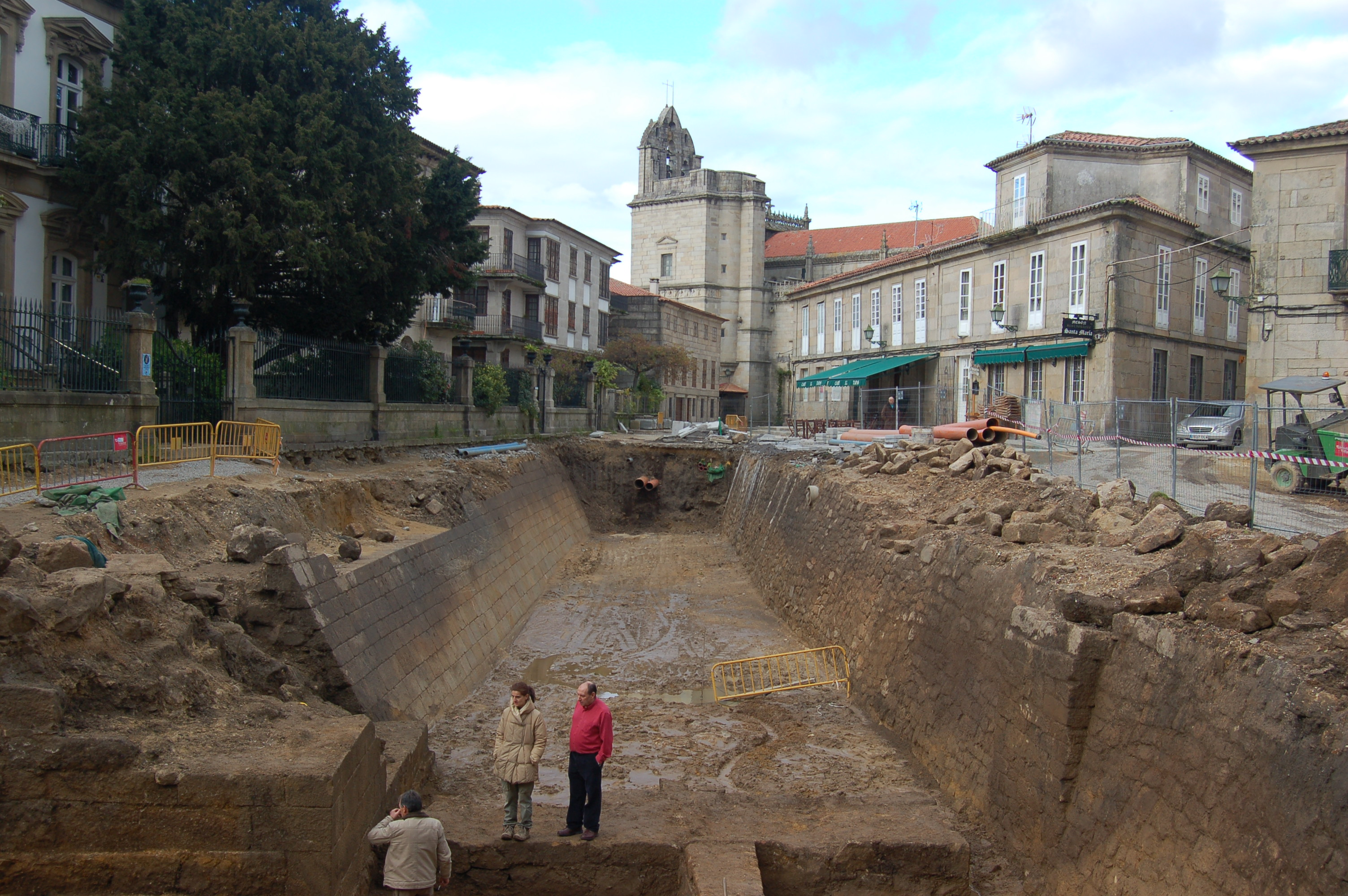
Excavaciones arqueológicas en el foso de las Torres Arzobispales en 2008.

Es una de las calles más anchas del centro histórico de Pontevedra, de ahí su nombre de avenida. Tiene una anchura media de 16 metros  y en ella confluyen por la izquierda la Travesía Mestre Mateo y por la derecha las calles Amargura, Alta, Churruchaos (con la que comunica por medio de escaleras) y Paio Gómez Charino. En su centro la avenida adopta una forma triangular.
En la avenida se ubica el Patronato de Turismo Rías Baixas en el palacete de las Mendoza y varios restaurantes en las casas del lado opuesto. Durante décadas se ubicó también en la avenida el Sanatorio de Santa María, cuyo edificio va a ser reconvertido en un hotel boutique.
En un pequeño jardín en el lado sureste de la avenida se ubica el Monumento a Castelao. El monumento, obra del escultor Buciños, se alza con fuerza simbólica en bronce sobre un pedestal de granito, alcanzando los tres metros de altura. La escultura capta al intelectual gallego en movimiento, con su característica pajarita y la ropa ondulante al viento, en una composición marcada por formas angulosas y texturas rugosas que refuerzan su expresividad y atemporalidad.

## Edificios destacados
Destaca en la parte oeste de la avenida el Palacete de las Mendoza. Es un edificio ecléctico de finales del siglo XIX con influencias de la arquitectura francesa. De estructura exenta y rodeado de jardines, consta de semisótano, planta baja y primer piso. Su fachada presenta vanos decorados con recercados neoclásicos y frontones, así como una cornisa con motivos circulares. Originalmente albergaba elegantes salones como el comedor, el salón de música y una escalera imperial de madera, pero una reforma posterior, realizada por Caja Madrid, la caja de ahorros que fue propietaria del inmueble, transformó su interior para instalar un patio de operaciones.
En la parte este de la avenida, ya en su confluencia con la plaza de Alonso de Fonseca, se alza la Casa Rectoral de Santa María. Es una sobria construcción renacentista de planta trapezoidal, con planta baja y dos pisos. Su arquitectura, propia del siglo XVI, se caracteriza por líneas rectas y volúmenes simples, destacando una puerta con arco de medio punto de cinco grandes dovelas y un escudo central con las armas de los Menelau. La fachada principal tiene siete ventanas de diseño austero, con dos en la esquina que presentan detalles clásicos. Una cornisa con moldura de cuarto de bocel y la diferencia de altura entre las alas del edificio revelan la desaparición de una antigua torre y la función defensiva de la casa, en pleno espacio defensivo de la ciudad por excelencia.

## Galería de imágenes

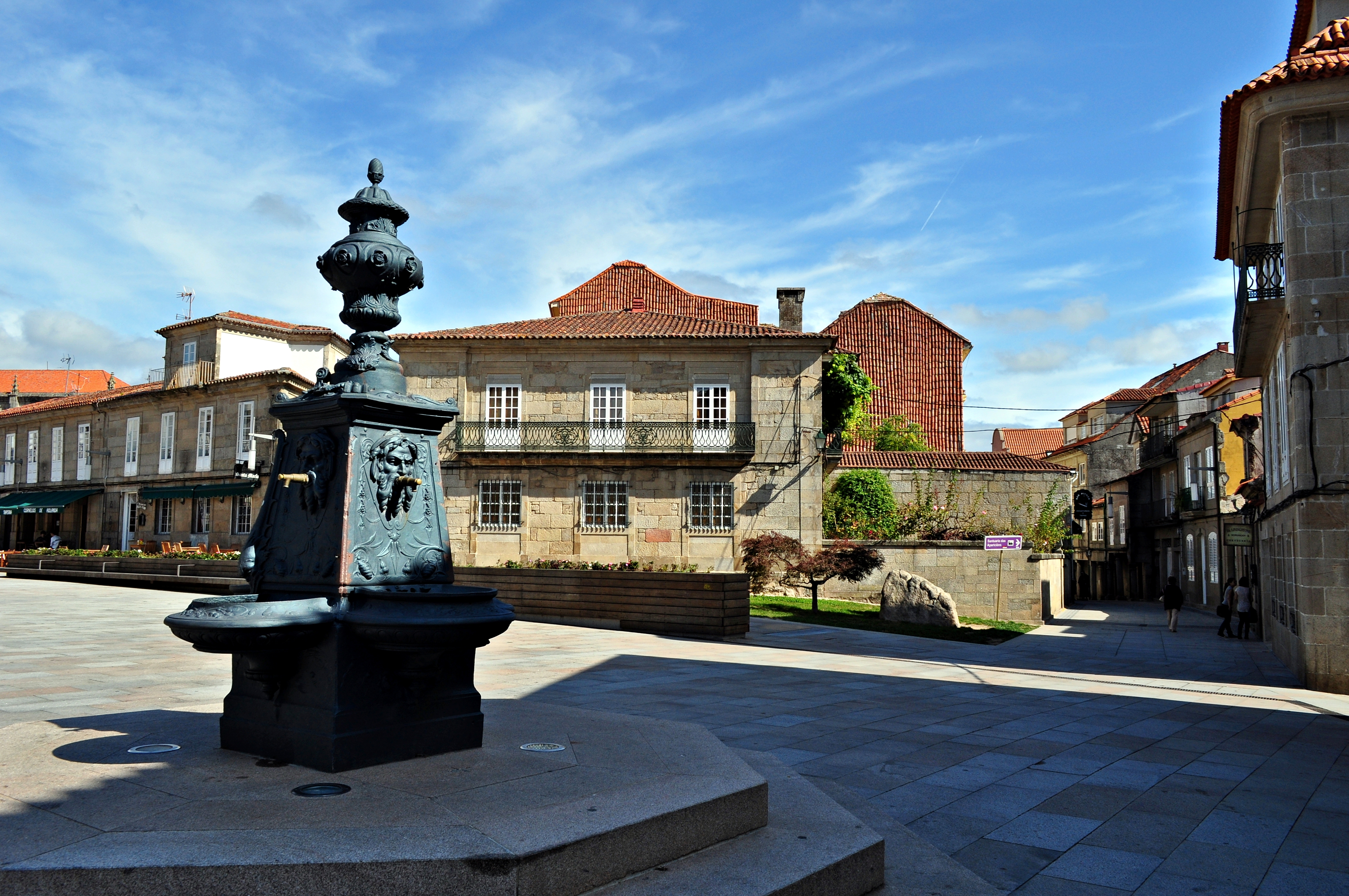
Tramo sureste de la avenida.
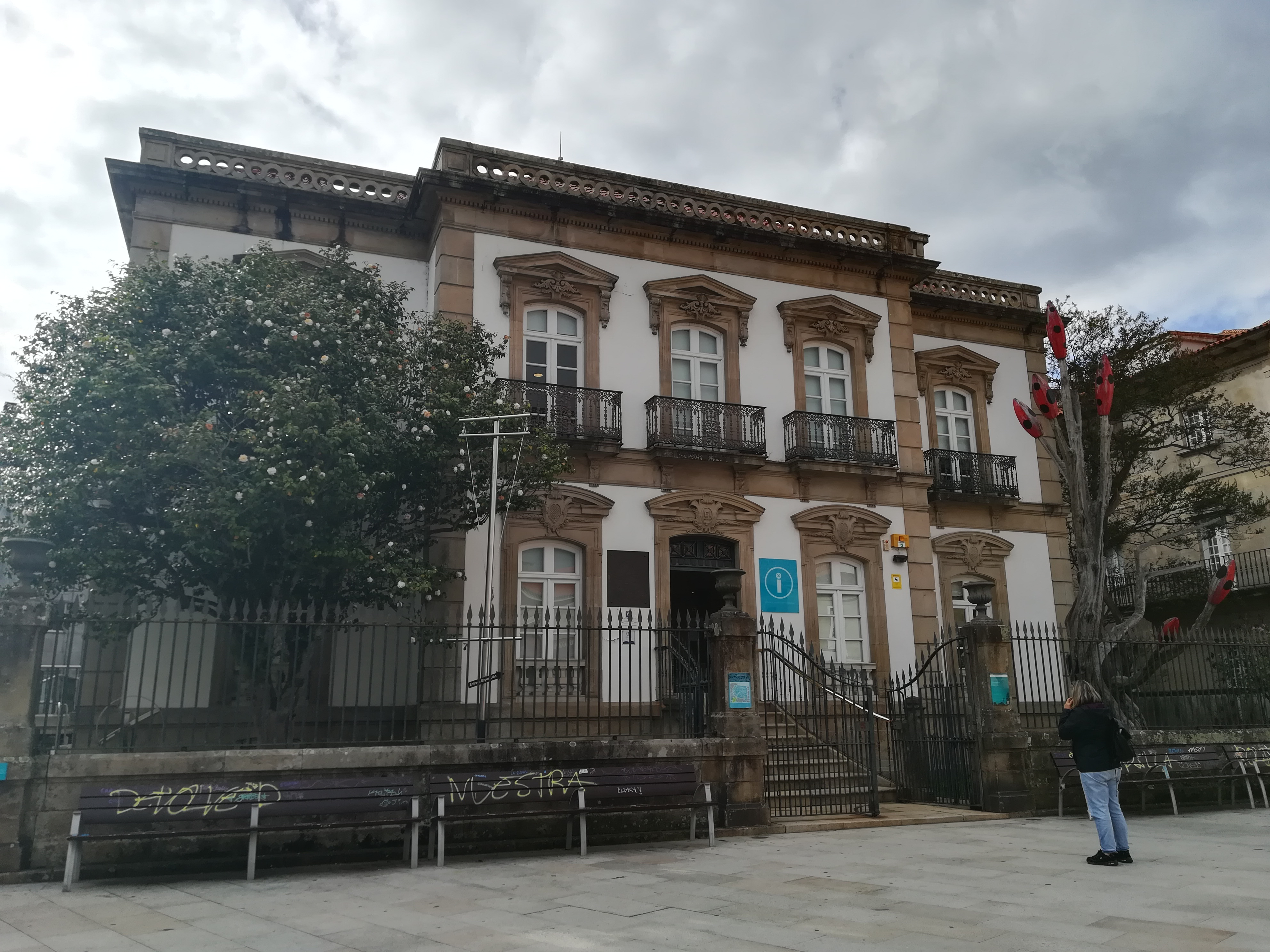
El palacete de las Mendoza en el oeste de la avenida.
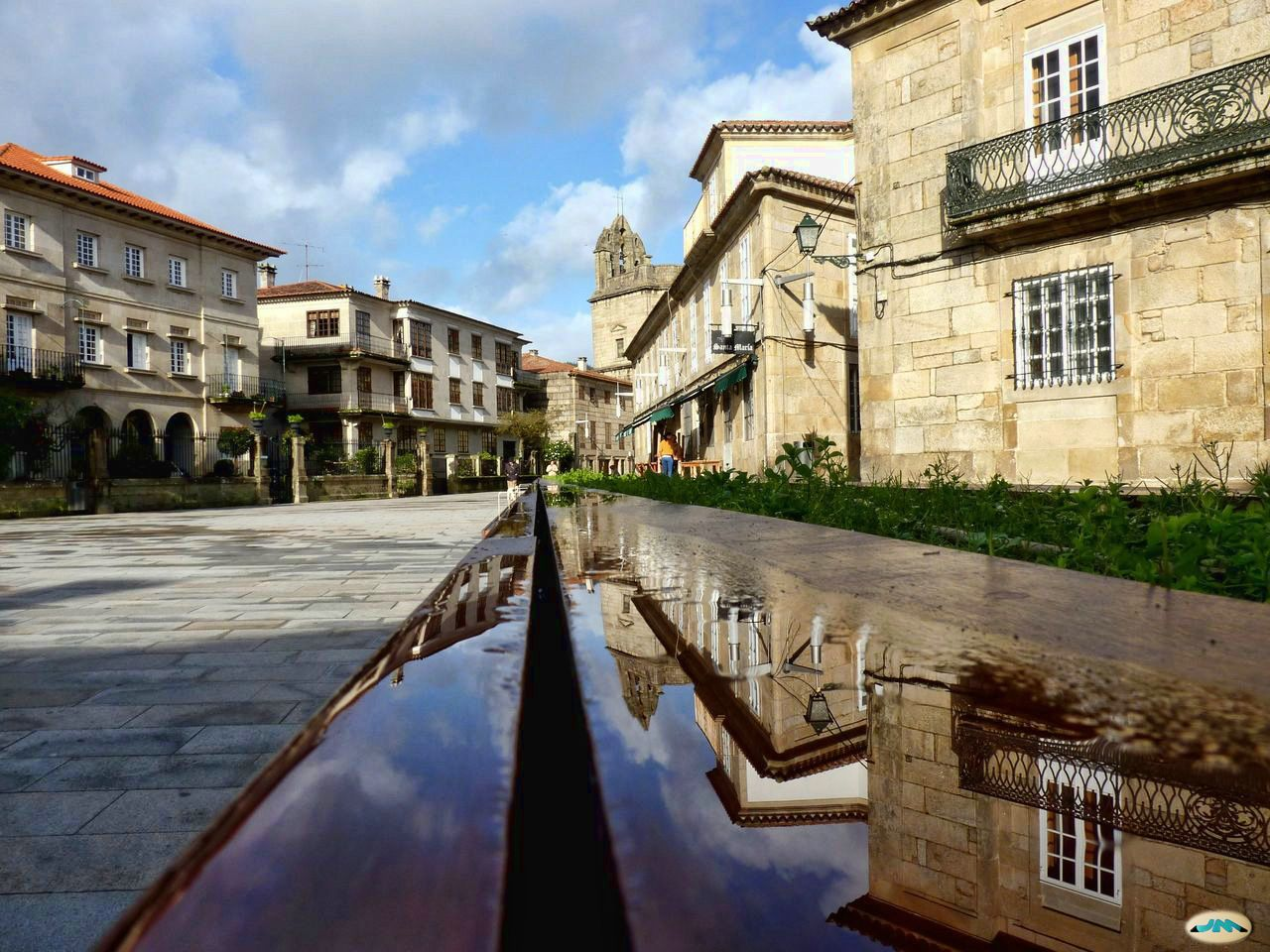
Parte este de la avenida.
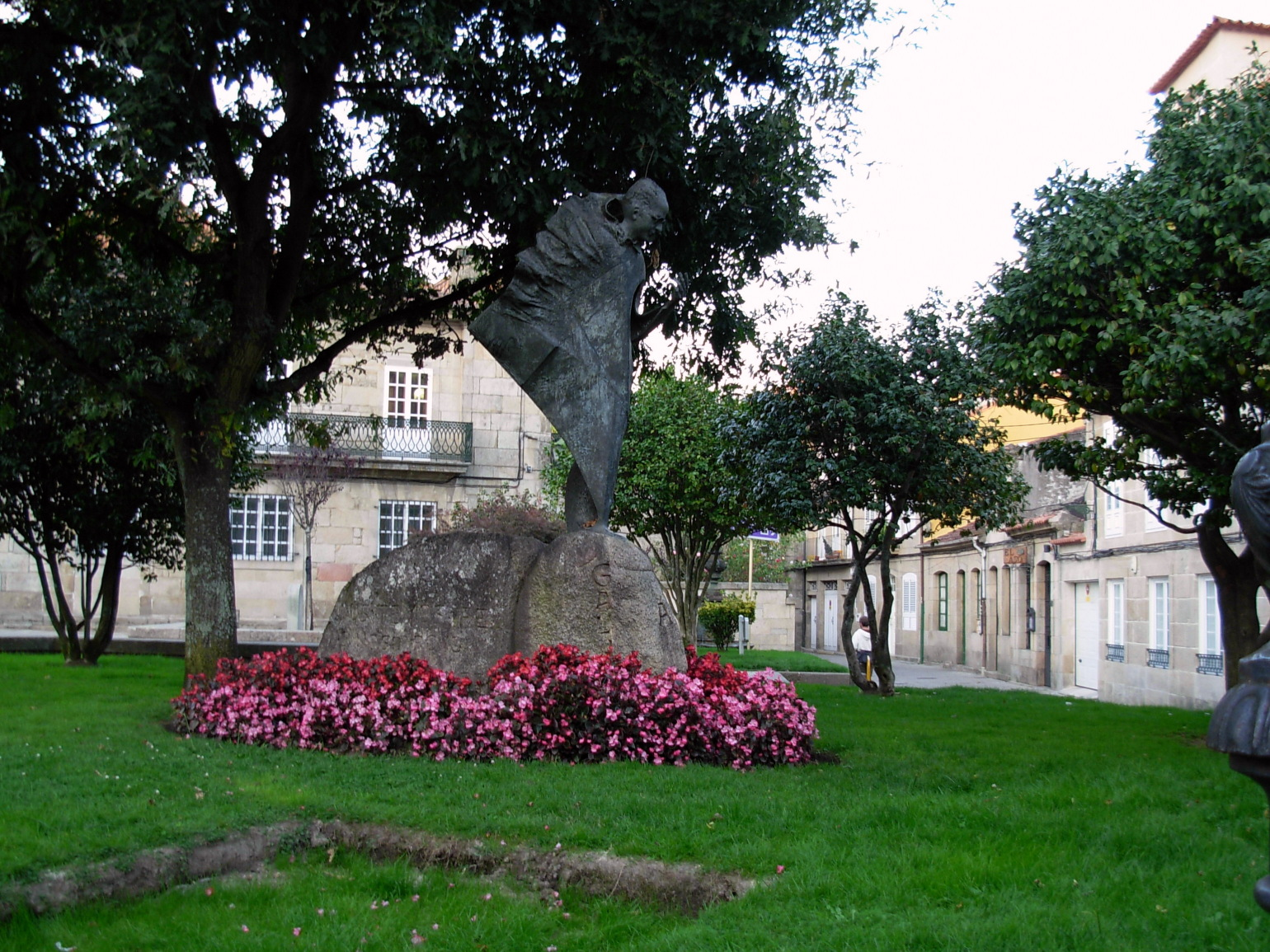
El Monumento a Castelao en 2007 en el antiguo jardín de la avenida.
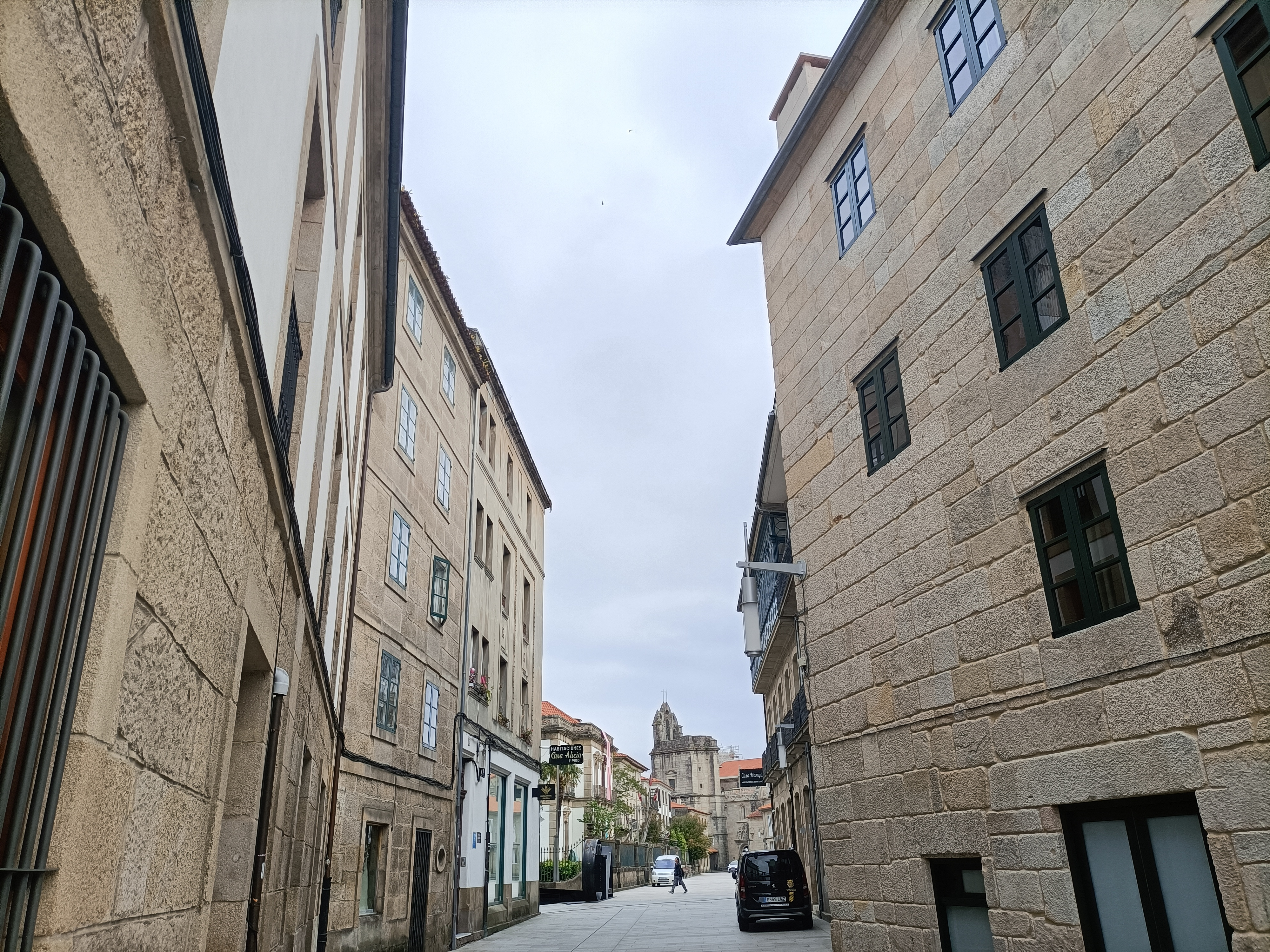
Tramo sureste de la avenida.
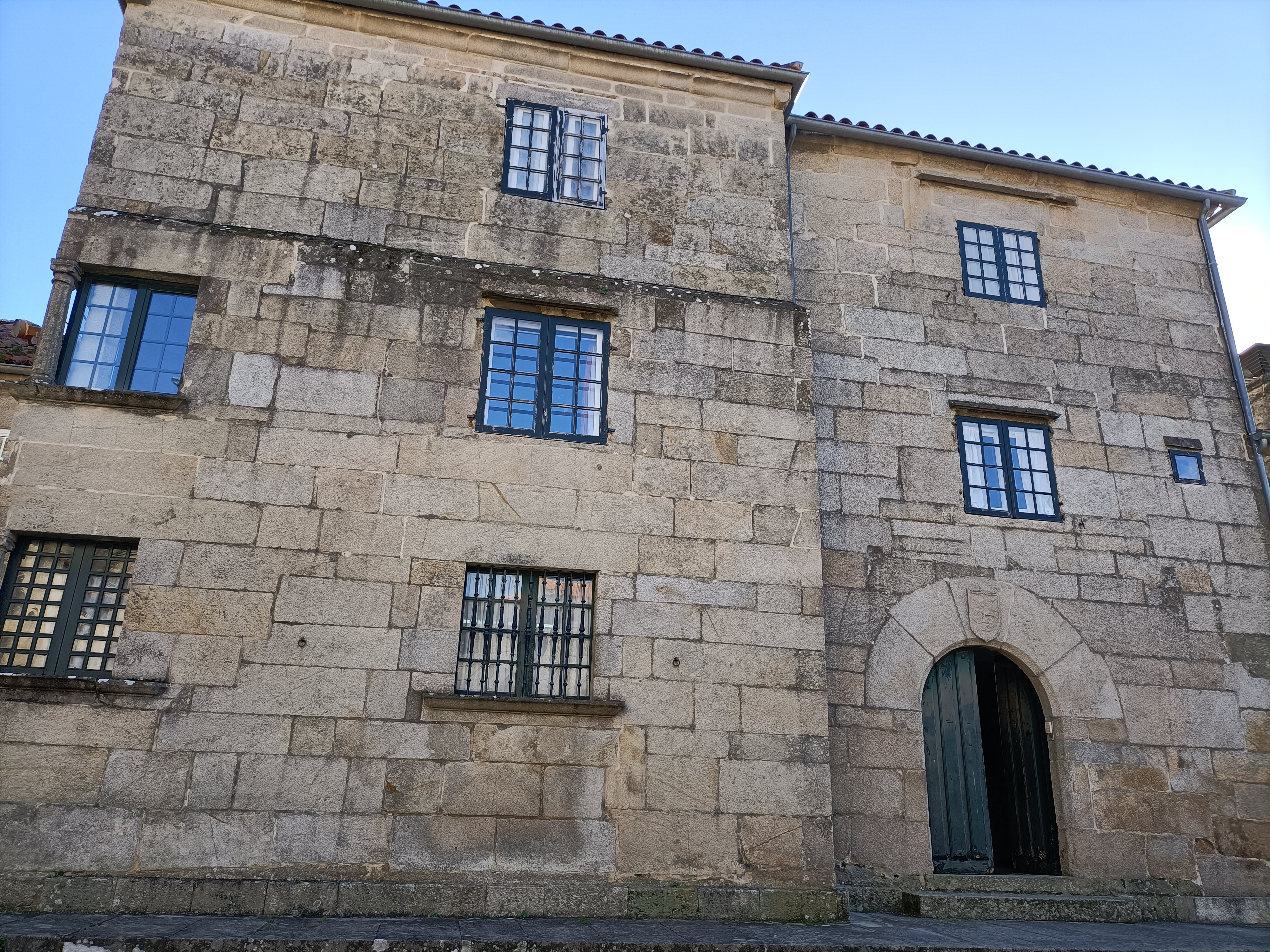
Casa Rectoral de Santa María en la confluencia con la plaza de Alonso de Fonseca.
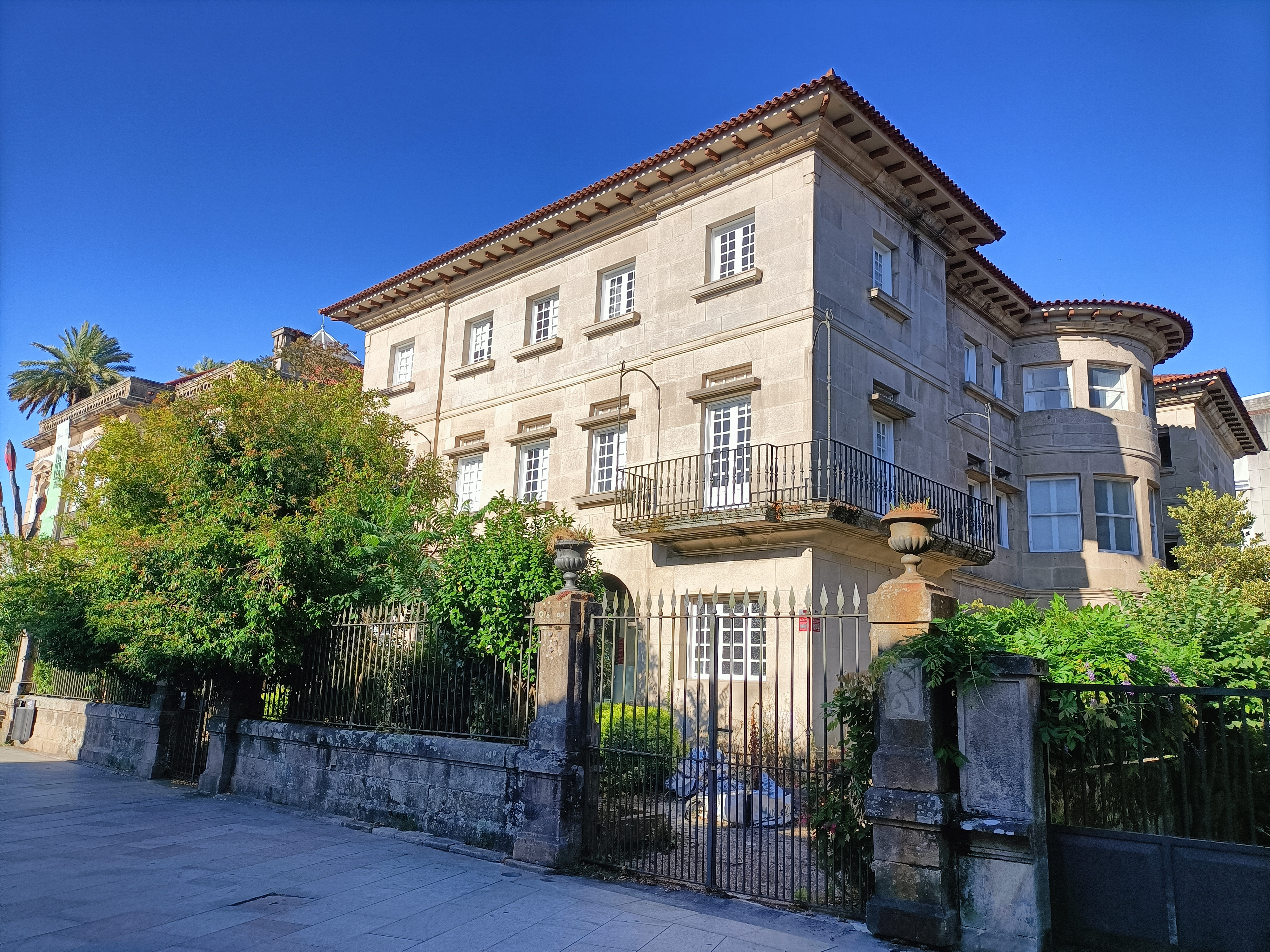
Hotel boutique en el antiguo Sanatorio de Santa María.
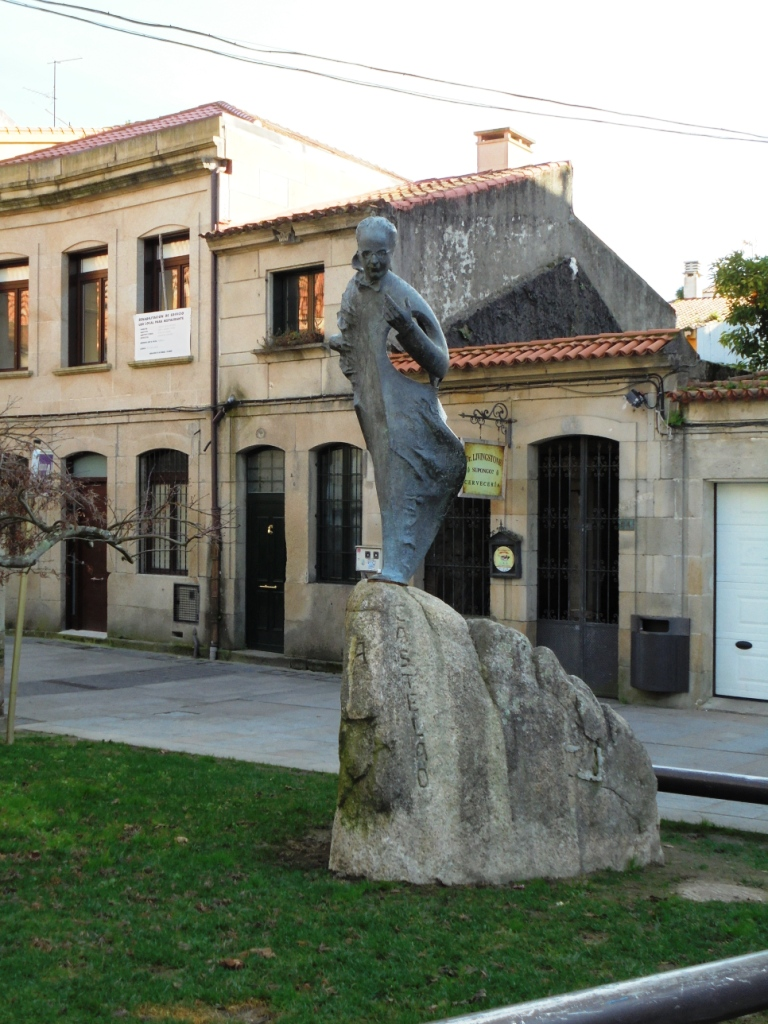
El Monumento a Castelao en 2014 después de la reforma de la avenida.
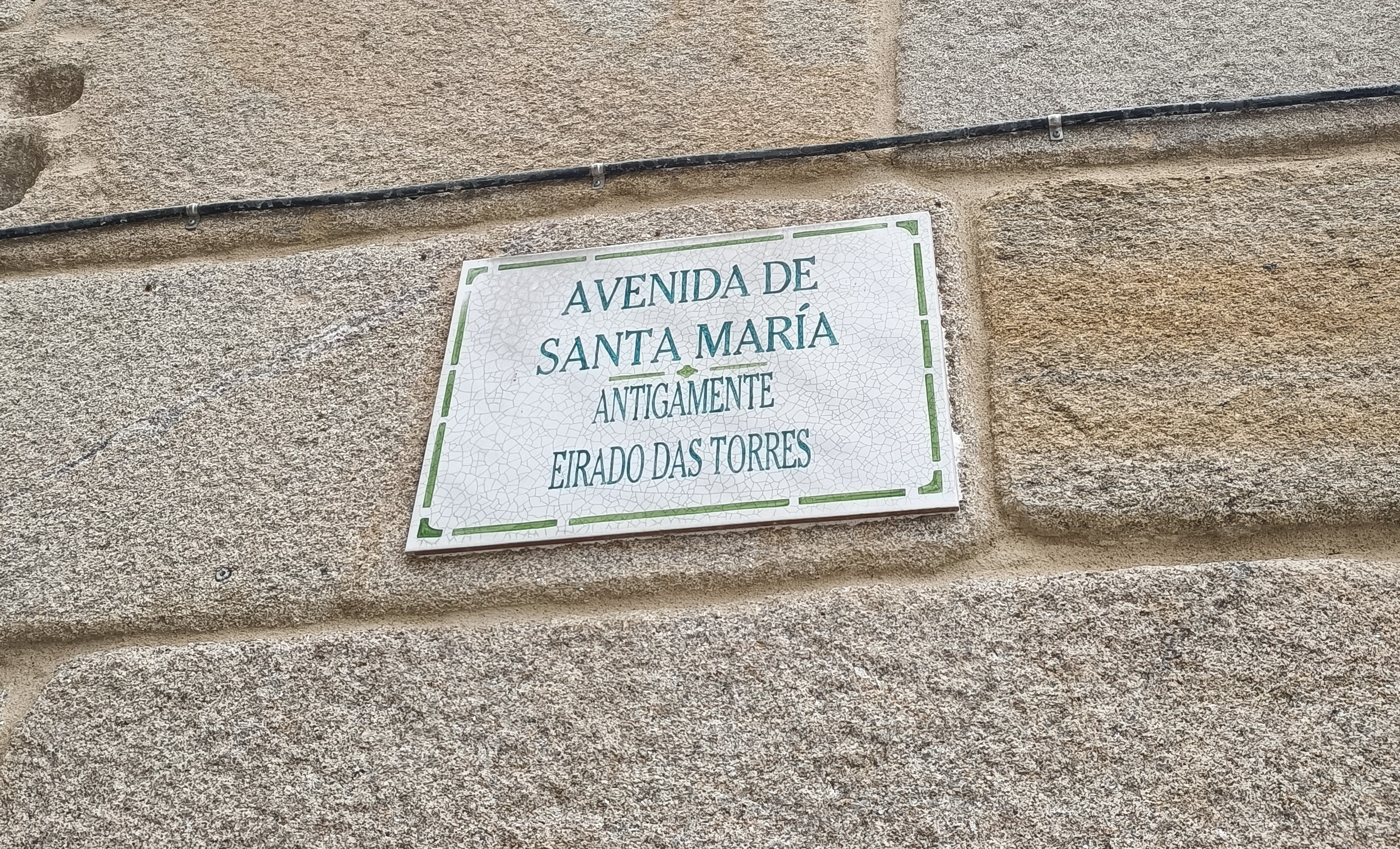
Placa de la avenida con su antigua denominación Eirado das Torres.
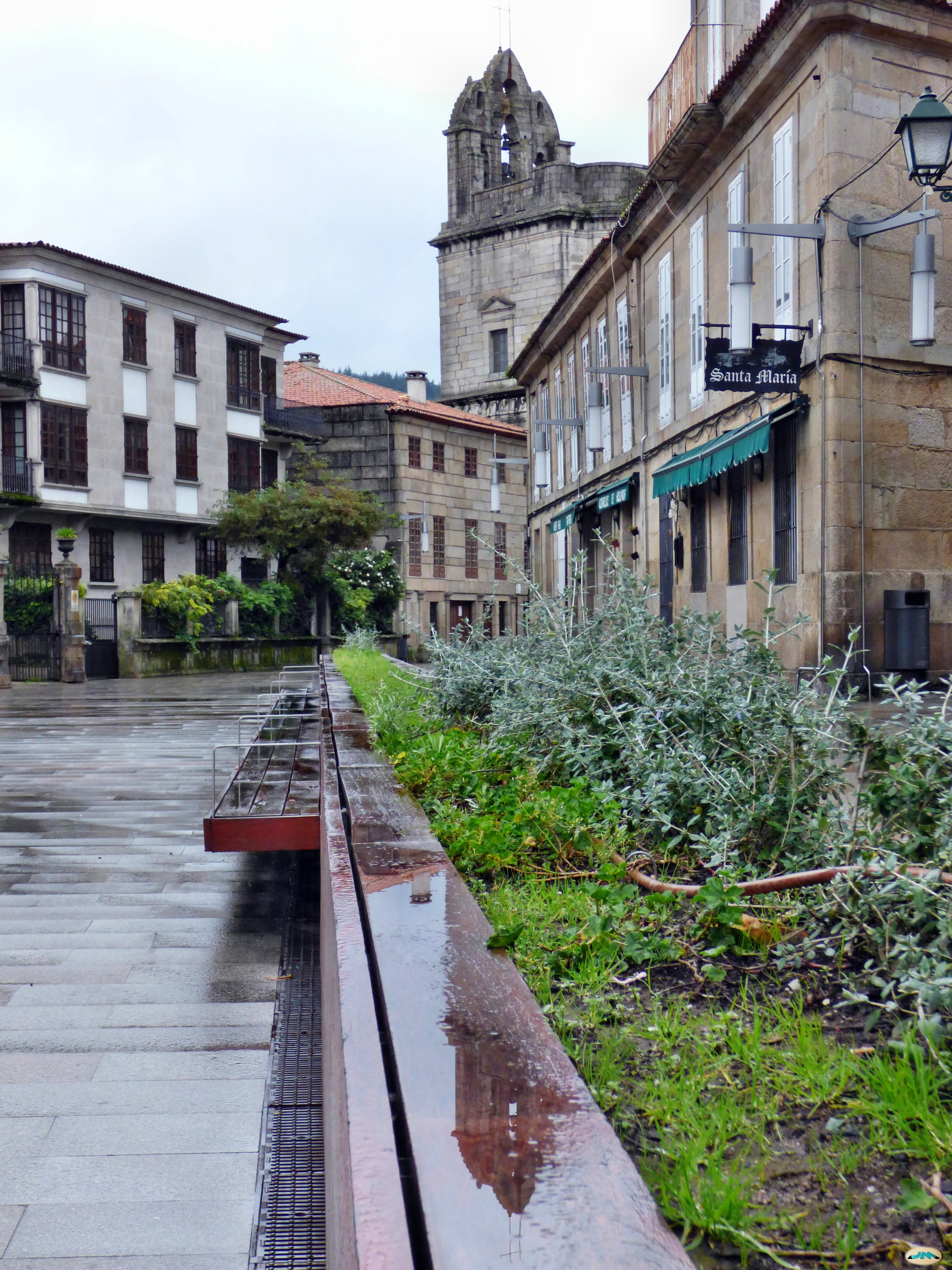
Banco corrido en la avenida.